# رالف رينيه
رالف رينيه (بالإنجليزية: Ralph René)‏ هو كاتب أمريكي، ولد في 24 أغسطس 1933، وتوفي في 10 ديسمبر 2008.

## وصلات خارجية
- الموقع الرسمي